# ديريك أوين
ديريك أوين (بالإنجليزية: Derek Owen)‏ (25 سبتمبر 1938 في المملكة المتحدة - ) هو لاعب كرة قدم بريطاني في مركز حراسة المرمى. لعب مع نادي تشستر سيتي وEllesmere Port Town F.C. ‏.